# Milorad Mitrović
Milorad Mitrović (Veliko Gradište, 12 aprile 1908 – Spalato, 9 settembre 1993) è stato un calciatore jugoslavo, di ruolo difensore.

## Palmarès

### Club
- Campionato francese: 1

Sète: 1934
- Campionato jugoslavo: 2

BSK Belgrado: 1935, 1936
- Coupe de France: 2

Montpellier: 1929
Sète: 1934